# Час Київщини
«Час Київщини» — газета-тижневик, суспільно-політичне видання, засноване 2012 року Київоблрадою та Київоблдержадміністрацією. «Головна газета області».
Повна назва: Комунальне підприємство Київської обласної ради «Поліфаст» — редакція газети «Час Київщини».
На підприємстві є редакція та друкарня. Приміщення КП — близько 3,5 тис. м².
Геннадій Вікторович Гребньов — директор «Поліфаста» (в.о.) — головний редактор газети «Час Київщини» (в.о.).
Адреса:
вул. Саксаганського, 108/16 — вул. Симона Петлюри, 16/108
Київ 01032

## Тематика
Розповідає про діяльність обласної влади, економічні та суспільно-політичні тенденції розвитку, культурні і спортивні події.

### Рубрики
- Розмова по суті
- Варто уваги
- Ближче до зірок
- Сім'я
- Здоров'я
- Город
- тощо

У газеті розміщена тижнева телепрограма з анонсами фільмів, гороскоп, прогноз погоди тощо.